# Joseph Parrocel
Joseph Parrocel  (Brignoles, 3 de octubre de 1646 – París, 1 de marzo de 1704) fue un conocido pintor francés del barroco, unánimemente reconocido por sus escenas de batallas.
Nacido en una familia con más de catorce pintores a lo largo de seis generaciones, su abuelo Georges Parrocel (1540 - 1614) —cuyas obras no han llegado hasta nosotros— y su padre Barthélemy Parrocel (1595–1660) fueron destacados pintores regionales. Una pintura de Bathélemy se conserva en la iglesia de Saint-Sauveur, en Brignoles. Sus hermanos Jean Barthélemy Parrocel (1631–1653) —de quien tampoco se conservan trabajos— y Louis Parrocel (1634–1694) también trabajaron como pintores. Así, Parrocel estaba llamado a la carrera pictórica.
Cuando murió su padre en 1660, Joseph tenía tan solo trece años y su hermano mayor, Louis, le educó y le instruyó como pintor, al tiempo que ya se había establecido como tal en Languedoc. Tres años después huyó de la casa de su hermano hasta Marsella. Su talento como pintor fue conocido y se le encargó una comisión para pintar escenas sobre la vida de Antonio de Padua para la iglesia de San Martín. Es posible que las haya efectuado en su segunda estancia en Provenza. 
Viajó a París y permaneció allí durante cuatro años, perfeccionado sus habilidades como pintor. Entonces decidió regresar a Provenza y emprender una viaje a Italia, donde estuvo por un lapso de ocho años. En Roma se convirtió en alumno del famoso pintor Jacques Courtois, especialista en temas de batallas y conocido bajo el sobrenombre de «el Borgoñón». También tuvo oportunidad de estudiar la obra de Salvator Rosa, pintor poco ortodoxo con tendencias hacia el prerromanticismo. Parrocel trabajó junto a Rosa en su taller y se vio notablemente influenciado por su estilo, que años después impregnaría la obra del francés.
Parrocel decidió continuar el viaje por Italia y finalmente llegó a Venecia. Planeaba asentarse en dicha ciudad pero fue asaltado por ocho bandidos en el Puente de Rialto. Así, decidió marcharse de Italia.
Logró establecerse exitosamente en París en 1675, y su reputación crecía paulatinamente. Fue aceptado como miembro de la Real Academia de Pintura y Escultura el 29 de febrero de 1676 y se convirtió en académico el 29 de noviembre del mismo año, con la obra El sitio de Maastricht. En 1703 obtuvo la cancillería en la Academia, y pudo obtener comisiones reales. Una de las más conocidas fue idealizar las campañas del rey Luis XIV. Sin embargo, Charles Le Brun, director de la Academia, rechazó colaborar con Parrocel para las escenas de guerra y le designó como encargado de los tapices en la fábrica de Gobelinos. El secretario de Guerra, el marqués de Louvois, reconoció el talento de Parrocel y le dio el encargo de decorar con escenas de las victorias de Luis XIV los comedores del Palacio de Versales.

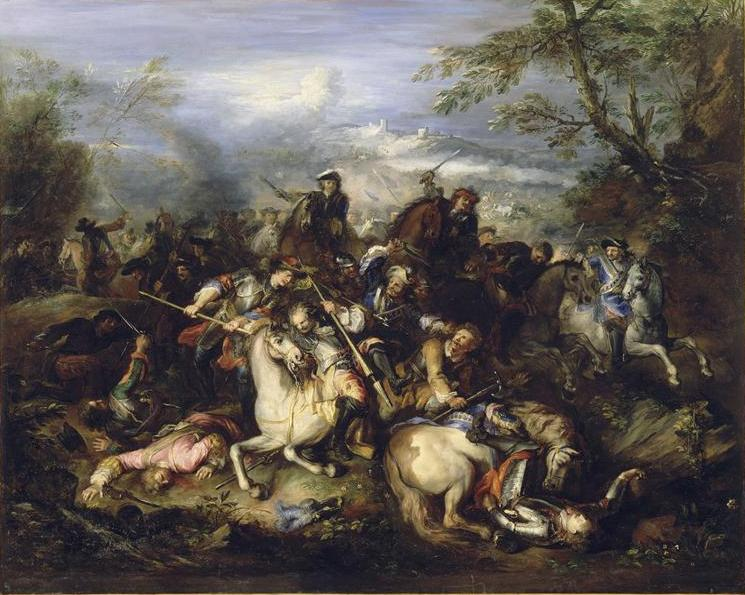
La batalla de Leuze (1691).

A la muerte de Louvois en 1691, Mansart llegó a ser el arquitecto en jefe del rey. Parrocel no había sido pagado por varias de sus pinturas y logró obtener una orden judicial en contra de Mansart, que fue arrestado. Intentó vengarse de Parrocel pero éste ya gozaba del favor real y Luis XIV estaba muy complacido con su trabajo.
Durante su carrera, Parrocel solo participó en una exposición, en el Salón de 1699, donde presentó doce pinturas.
Su obra destacada por escenas heroicas pero pintó algunos paisajes y trabajos históricos y religiosos, como La tentación de san Pedro en el desierto (1694). También emprendió algunas obras para la iglesia de Nuestra Señora de las Victorias y algunos hoteles en París. En 1700 realizó La feria de Bezons, precursora de los modelos galantes de Antoine Watteau y Francisco de Goya. Pintó también escenas de caza y alegorías, como La caza del jabalí —interpretado como alegoría de Europa—, cuyo modelo repitió Goya en su cartón para tapiz homónimo.
Su técnica difiere de los académicos contemporáneos a Parrocel como Adam Frans van der Meulen, en el sentido de que Parrocel muestra modelos más originales, vívidos, pincelada rápida, capas inquietas y movimientos deslumbrantes.
En su vida produjo más de noventa grabados, muchos de los cuales se resguardan en el Louvre de París y en otros museos franceses, pero existen algunos en Hannover y Quebec.
Parrocel introdujo como aprendices a sus dos hijos, Jean Joseph (1690–1774) —dibujante e ingeniero— y Charles (1688–1752), pintor y grabador como su padre. También estuvieron en su taller sus sobrinos  Jacques-Ignace (1667–1722) y Pierre (1670–1739), ambos pintores.
Algunas de sus pinturas hoy se atribuyen a su sobrino Jacques-Ignace Parrocel (1667–1722).